# Міхель Зіттов

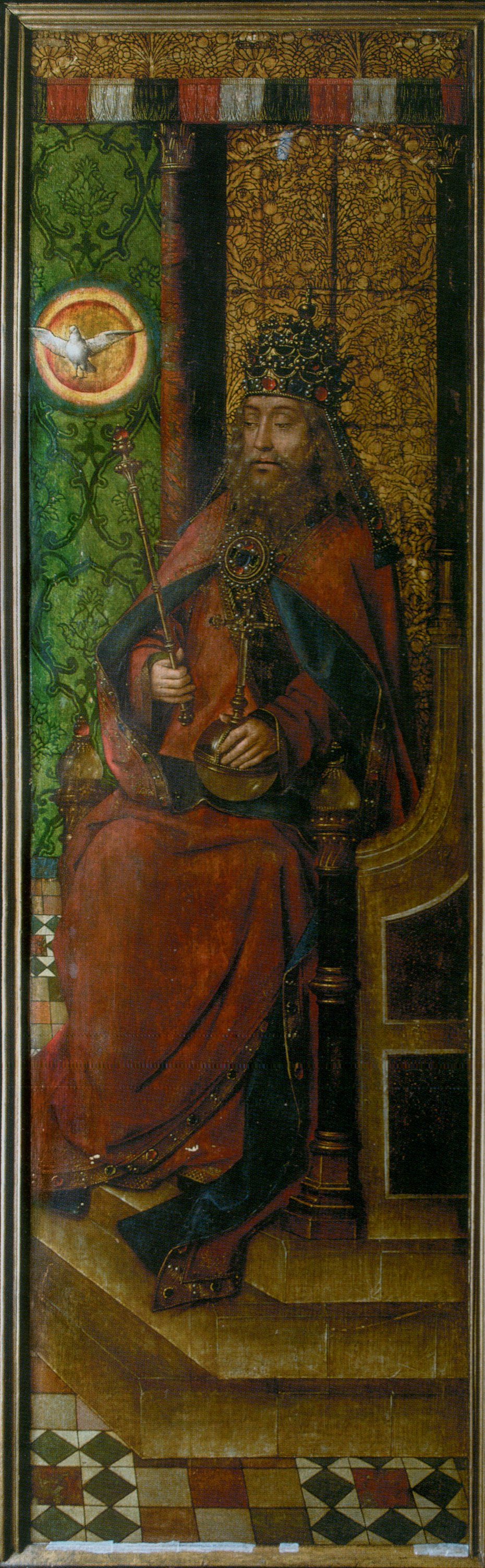
«Бог-Отець». Стулка вівтаря з Нігулісте, що приписується Зіттову.

Міхель Зіттов (Michel Sittow; біля 1469, Ревель, Естонія, нині  — Таллінн  — 21 грудня 1525, Ревель, Естонія, нині  — Таллінн) — майстер старонідерландського мистецтва з Ревеля, учень Ганса Мемлінга, один з найбільших портретистів свого часу.

## Біографія
Народився в Ревелі (нині Таллінн) в сім'ї фламандського різьбяра по дереву ван дер Зюдова і доньки заможного шведського купця з Фінляндії. Після стажування в майстерні Ганса Мемлінга в Брюгге і, ймовірно, відвідування Італії вступив на службу до двору «їх католицьких величностей» в Толедо, де йому було призначено річне жалування в 50000 мараведі (в 2,5 рази більше, ніж отримував його суперник Хуан Фландес).
Незадовго до смерті Ізабелли Кастильської художник, мабуть, покинув Іспанію у свиті її зятя Філіпа Красивого, після чого побував у Фландрії і, як вважають, у Лондоні, де виконав відомий портрет Генріха VII (пізніше скопійований Гольбейном) і жіночий портрет, як вважається, Катерини Арагонської.
Після смерті Філіпа в 1506 році художник повернувся до рідного Ревеля, де вступив у тяжбу з вітчимом за нерухоме майно батьків. Створення обов'язкового в таких випадках «шедевру» відкрило йому доступ у місцеву гільдію художників, а за 2 роки до смерті він став її головою. Жив на вулиці Ратаскаеву.
В 1514 році Зіттов їздив з Ревеля в Копенгаген на запрошення короля Крістіана II. Оригінал його портрета данського монарха не зберігся, але відома копія. Після цього він протягом двох років працював при дворах Маргарити Австрійської і Карла Габсбурга, який на схилі років оточить себе творіннями Зіттова в монастирі Юсте. Художник помер у рідному місті від чуми.
Як і багато сучасників, Зіттов не підписував і не датував свої роботи, у зв'язку з чим їх атрибуція пов'язана з великими труднощами. В талліннській Нігулісте Зіттову приписують вівтарний образ зі сценами Страстей. Найбільш високо цінуються його портрети.
Протягом багатьох століть Зіттов був забутий. Тільки коли в 1914 році було висловлено припущення про тотожність Ревельського майстра з придворним іспанським художником Михайлом Німцем (або Михайлом Фламандцем), його ім'я стало поступово завойовувати належне йому по праву місце в історії образотворчого мистецтва.

## Картини

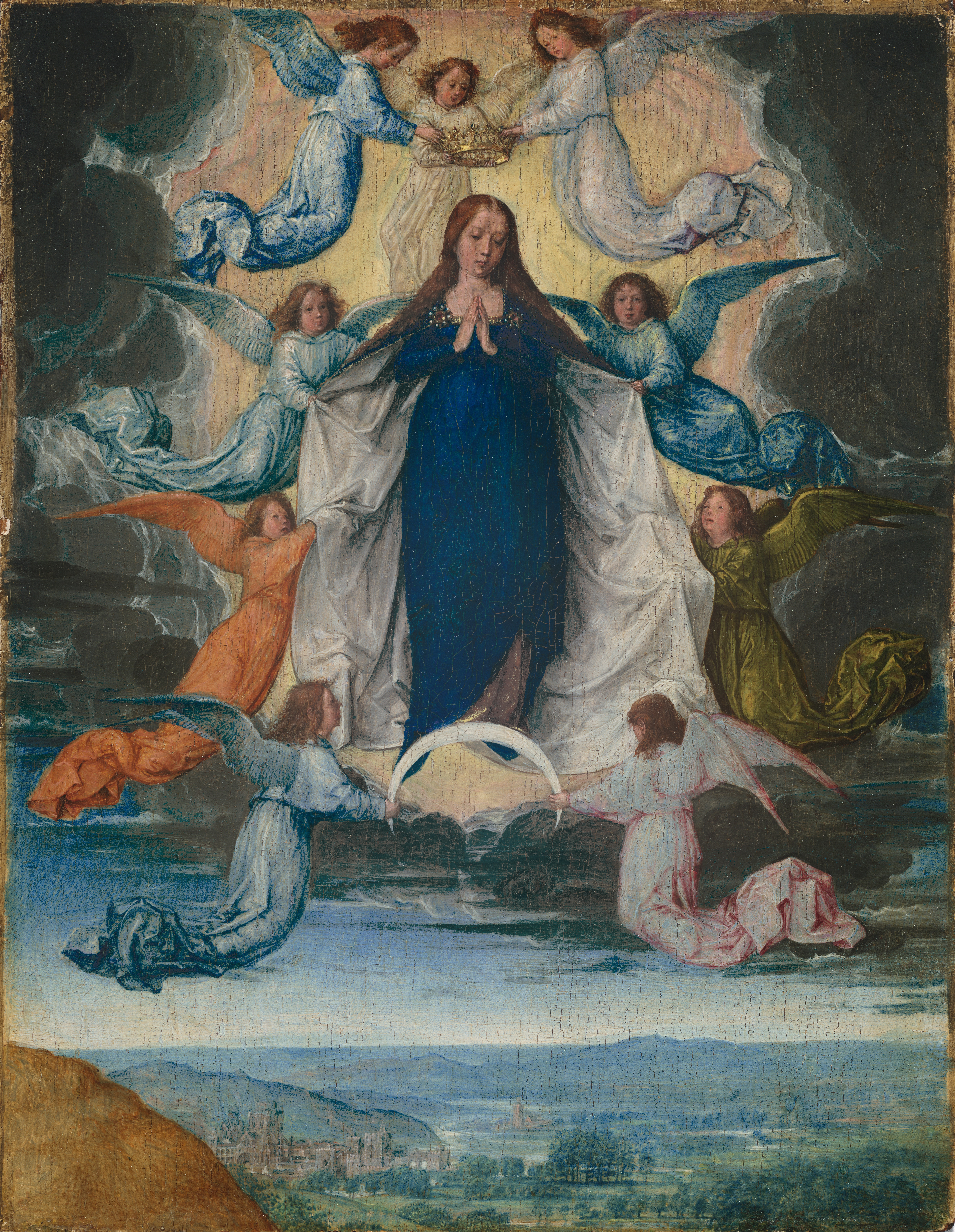
Успіння Богородиці, c. 1500
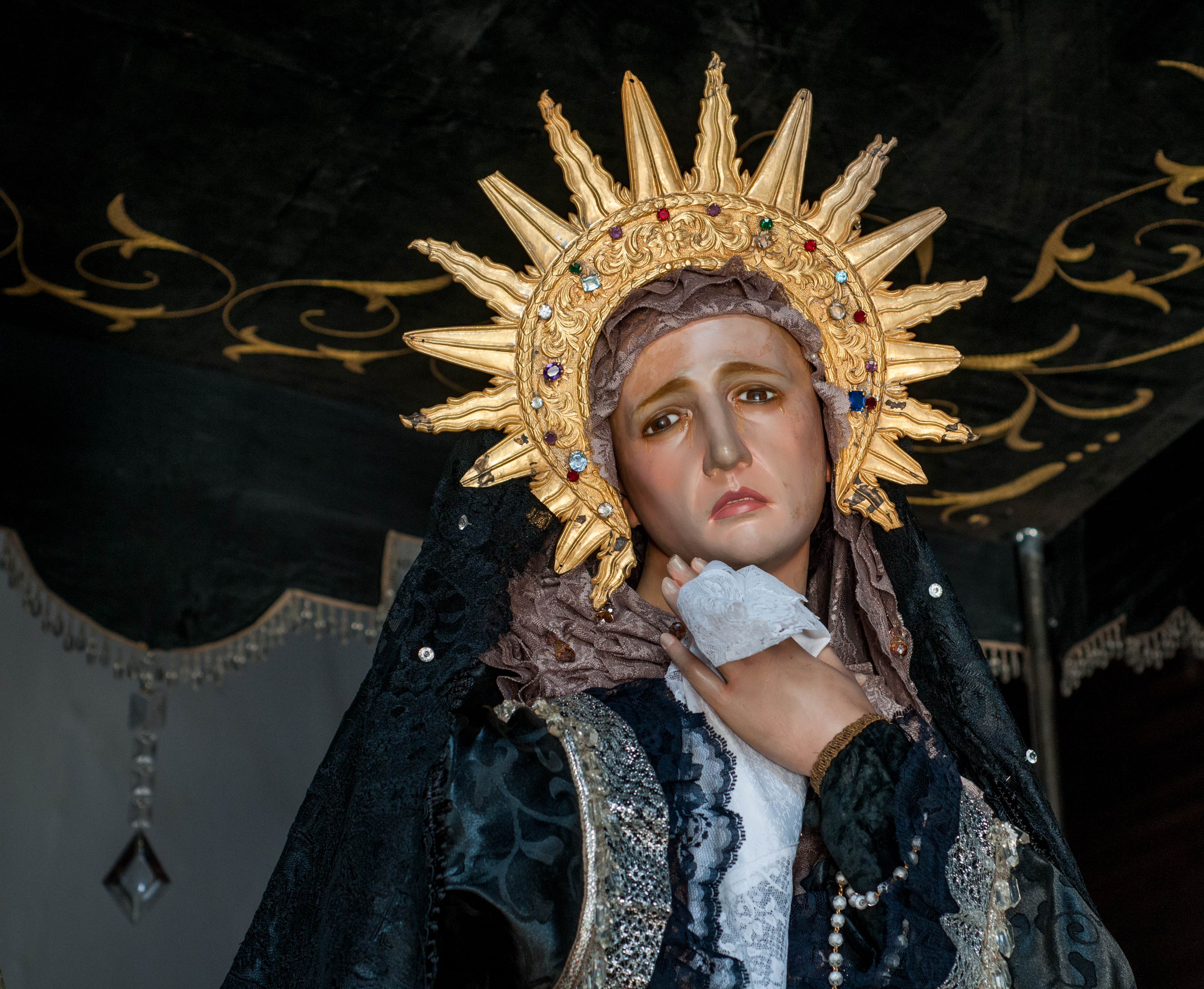
Марія Магдалена
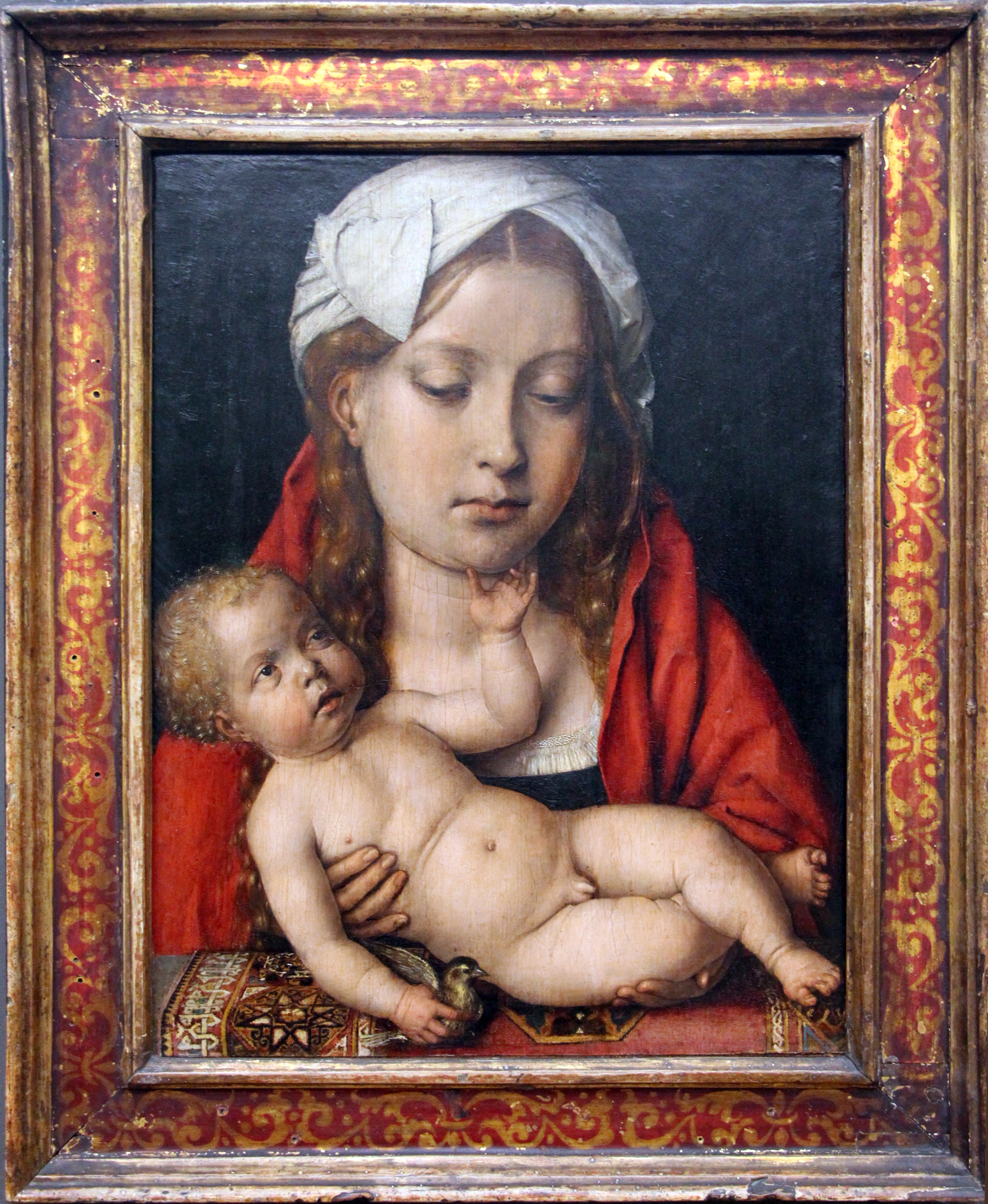
Мадонна з дитиною, c. 1515
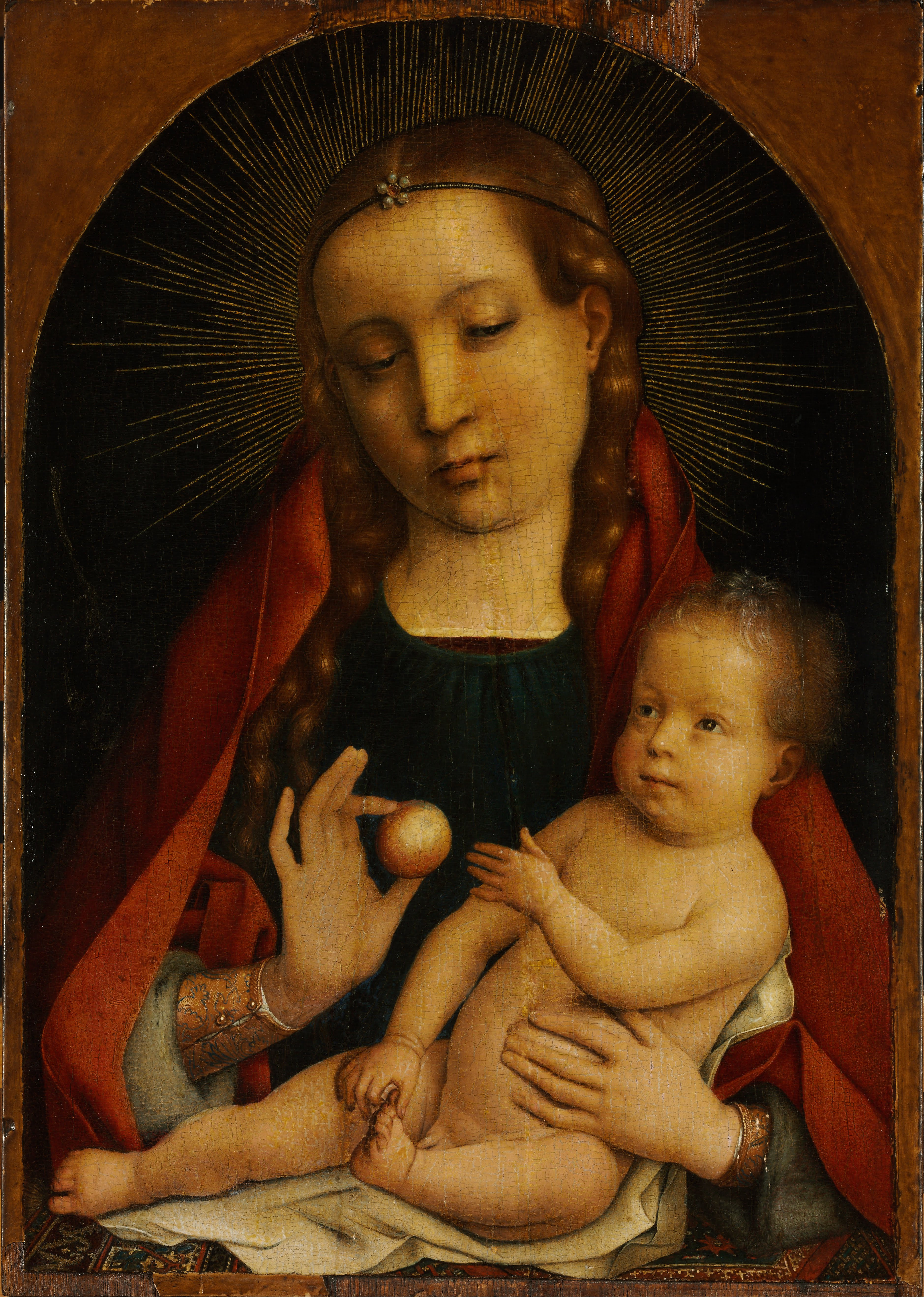
-->Богородиця з дитиною, 1489 - 1492

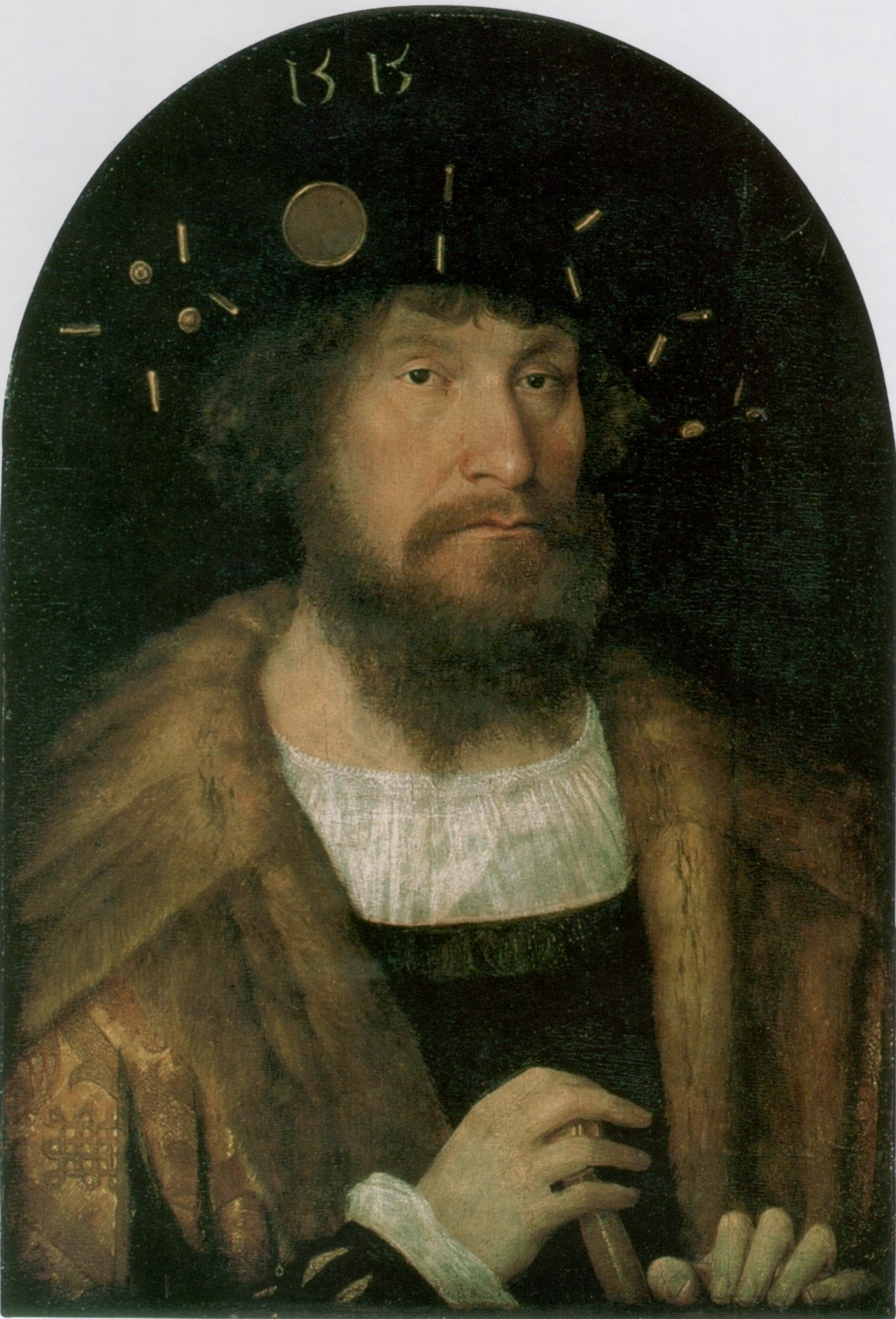
Крістіан II
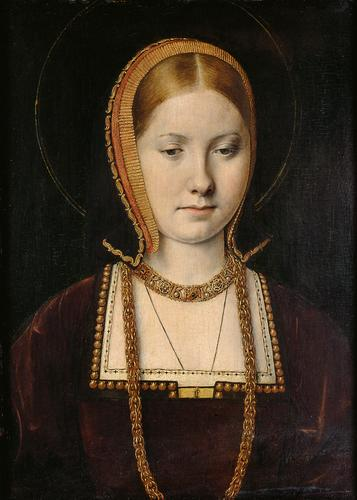
Катерина Арагонська (?)
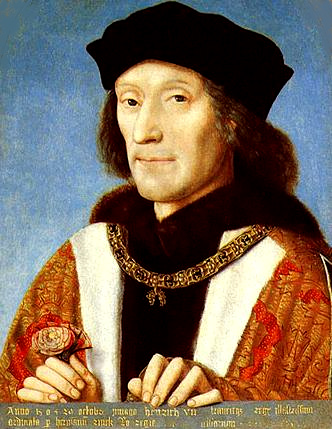
Генріх VII Тюдор
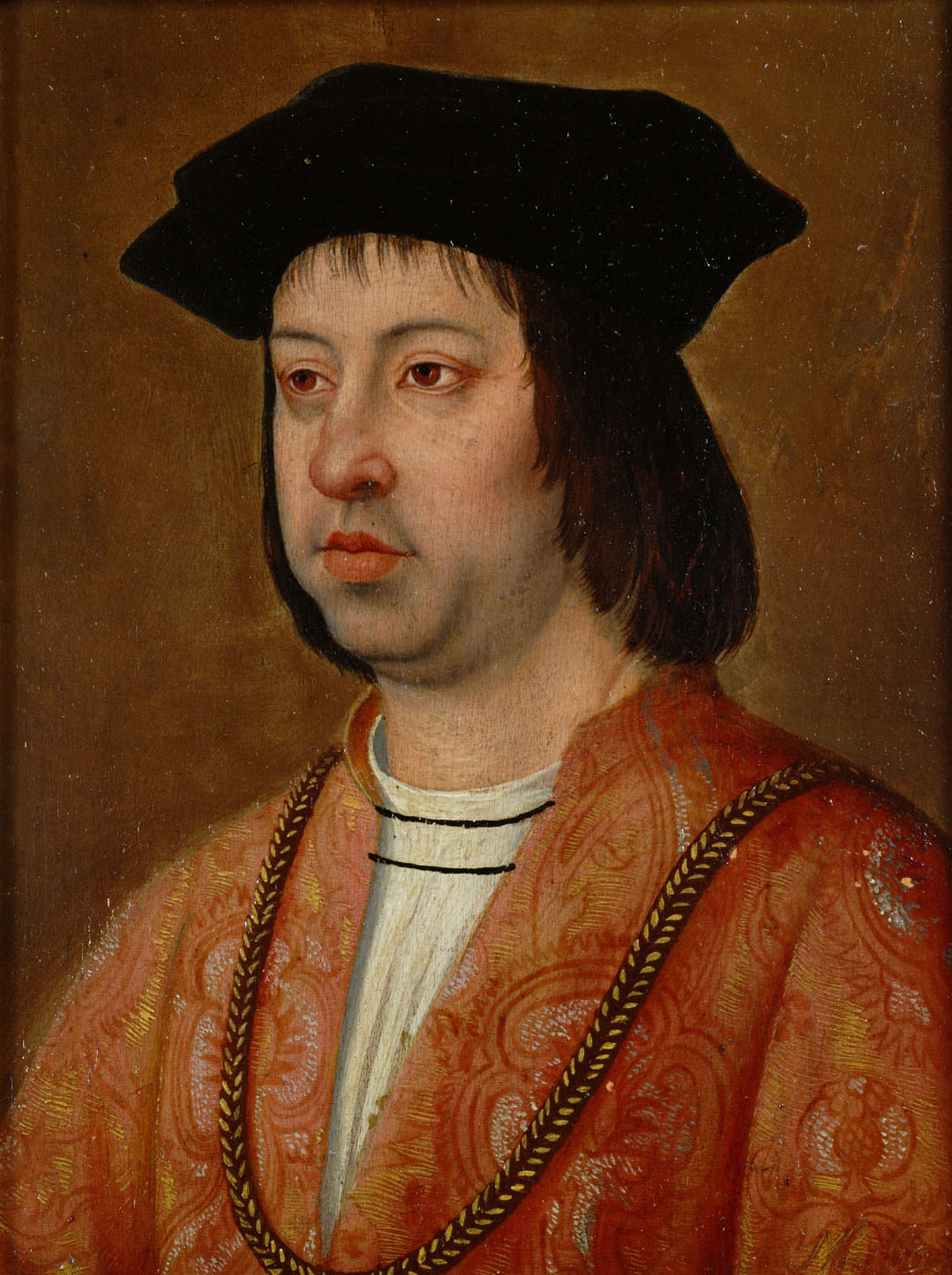
Фердинанд Арагонський
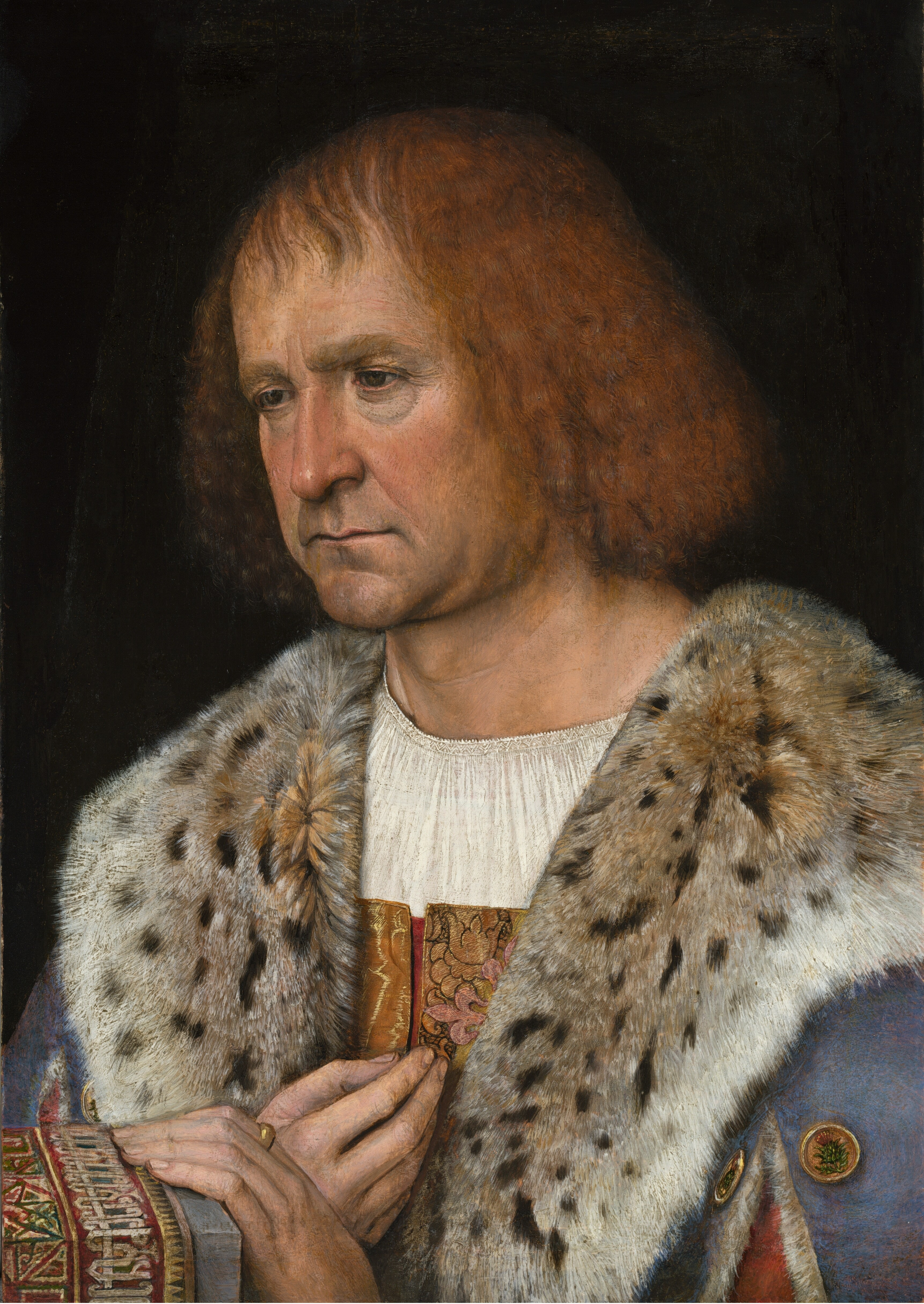
Дон Дієго де Гевара